# Mesoginella manawatawhia
Mesoginella manawatawhia är en snäckart som först beskrevs av Powell 1937.  Mesoginella manawatawhia ingår i släktet Mesoginella och familjen Marginellidae. Inga underarter finns listade i Catalogue of Life.